# Nguyễn Phúc Phương Dung
Nguyễn Phúc Phương Dung (sinh ngày 5 tháng 2 năm 1942, tại Cung An Định, Huế) là con gái của Bảo Đại, vị hoàng đế cuối cùng của Việt Nam, và người vợ đầu tiên của ông, Hoàng hậu Nam Phương. Khi còn nhỏ Phương Dung học trung học tại trường Couvent des Oiseaux tại Đà Lạt và sau đó cũng tốt nghiệp Tú tài toàn phần như chị mình, Hoàng nữ Phương Liên, nhưng vì Phương Dung làm nghề giữ trẻ ở Paris với đồng lương chẳng dư giả mấy nên đã không thể trợ giúp thân phụ. Bà cũng như các anh chị em của mình không thích bà Monique, vợ sau của vua Bảo Đại.
Hoàng nữ Phương Dung có chồng là một doanh nhân người Pháp gốc Do Thái đã qua đời, hai người sống với nhau có một con trai tên là Benjamin Phương Nguyễn đang sống ở Paris với vợ và con trai.

## Danh xưng
- Hoàng nữ Phương Dung của Nhà Nguyễn